# 6.º distrito congresional de Oregón
El 6.º distrito congresional de Oregón es un distrito creado después del censo de 2020 que elegirá a un miembro de la Cámara de Representantes de los Estados Unidos a partir de las elecciones de 2022, con 16 candidatos inscritos para la carrera a partir de marzo de 2022, más que cualquier otro escaño del Congreso en el estado.
El 27 de septiembre de 2021, Oregón adoptó un plan de redistribución de distritos que se utilizará a partir de 2023, que creó al 6.º distrito. Este, tendrá una calificación PVI de D+3. Según Daily Kos, el distrito le habría dado a Joe Biden el 55 % de los votos frente al 42 % de Donald Trump, si hubiera existido durante las elecciones presidenciales de 2020.
Comprende el condado de Polk y el condado de Yamhill, además de algunas partes de los condados de Marion, Clackamas y Washington.